# Кондрашова Долорес Гургенівна
Долорес Гургенівна Кондрашова (24 листопада 1936, Баку, Азербайджанська РСР — 23 січня 2023, Москва) — російський перукар і дизайнер. Заслужений діяч мистецтв Росії (2002), заслужений працівник побутового обслуговування населення РРФСР, володар знака «Відмінник служби побуту» та трьох Золотих медалей ВДНГ «За успіхи в народному господарстві СРСР».

## Біографія
Народилася в родині директора концертно-театрального об'єднання Баку Гургена Тертеряна. Після смерті батька разом з матір'ю і сестрою приїхала до Москви. Тут вона захопилася і присвятила себе перукарському мистецтву.
З 1962 по 1970 рік працювала перукарем-модельєром. У 1970 році здобула перемогу на конкурсі перукарів соціалістичних країн «Кубок Дружби», стала срібним призером чемпіонату світу з перукарського мистецтва в Парижі. З 1971 по 1989 рік — керівник Лабораторії моделювання зачісок при Міністерстві побутового обслуговування.
З 1971 року працювала головним тренером збірної команди Росії з перукарського мистецтва. У 1998 році на чемпіонаті світу в Сеулі російська збірна вперше завоювала титул Чемпіона світу з перукарського мистецтва.
Закінчила у 1986 році Московський технологічний інститут за спеціальністю економіст. У 1992 році заснувала Союз перукарів та косметологів Росії, президентом якого є дотепер. З 1992 року видає перший і досі єдиний загальноросійський журнал для перукарів та косметологів «Долорес». У 1992 році спільно з фірмою WELLA заснувала салон «Велла-Долорес» (в ньому свою кар'єру столичного стиліста починав Сергій Звєрєв).
У 1997 році відкрила першу в Росії Академію перукарського мистецтва, яка готує майстрів вищої категорії. Творець фестивалю «Світ краси», який багато років проводиться в Державному Кремлівському палаці і є авторитетним професійним заходом і школою обміну досвідом для перукарів та косметологів Росії. Заснувала фестиваль «Весняний вернісаж», який багато років проводиться в Гостинному Дворі.
Долорес Гургенівна Кондрашова відкрила дорогу в мистецтво таким відомим російським дизайнерам зачіски як Ірина Баранова, Сергій Звєрєв, Марина Васканян і багатьом іншим.

## Нагороди
27 квітня 2002 року отримала звання «Заслужений діяч мистецтв Російської Федерації». Вона єдина серед зайнятих у сфері beauty-індустрії, хто носить це високе звання.
Удостоєна багатьох почесних урядових нагород, в тому числі ордена "Знак Пошани" і ордена Дружби народів. Французький уряд, гідно оцінивши внесок Долорес у справу світового перукарського мистецтва, нагородив її «Великим Лицарським хрестом Командора».
На останньому конгресі Всесвітньої організації перукарів (ОМС), що відбувся влітку 2006 року, Долорес Кондрашова знову була обрана президентом східноєвропейської зони ОМС.